# If You Know Not Me, You Know Nobody

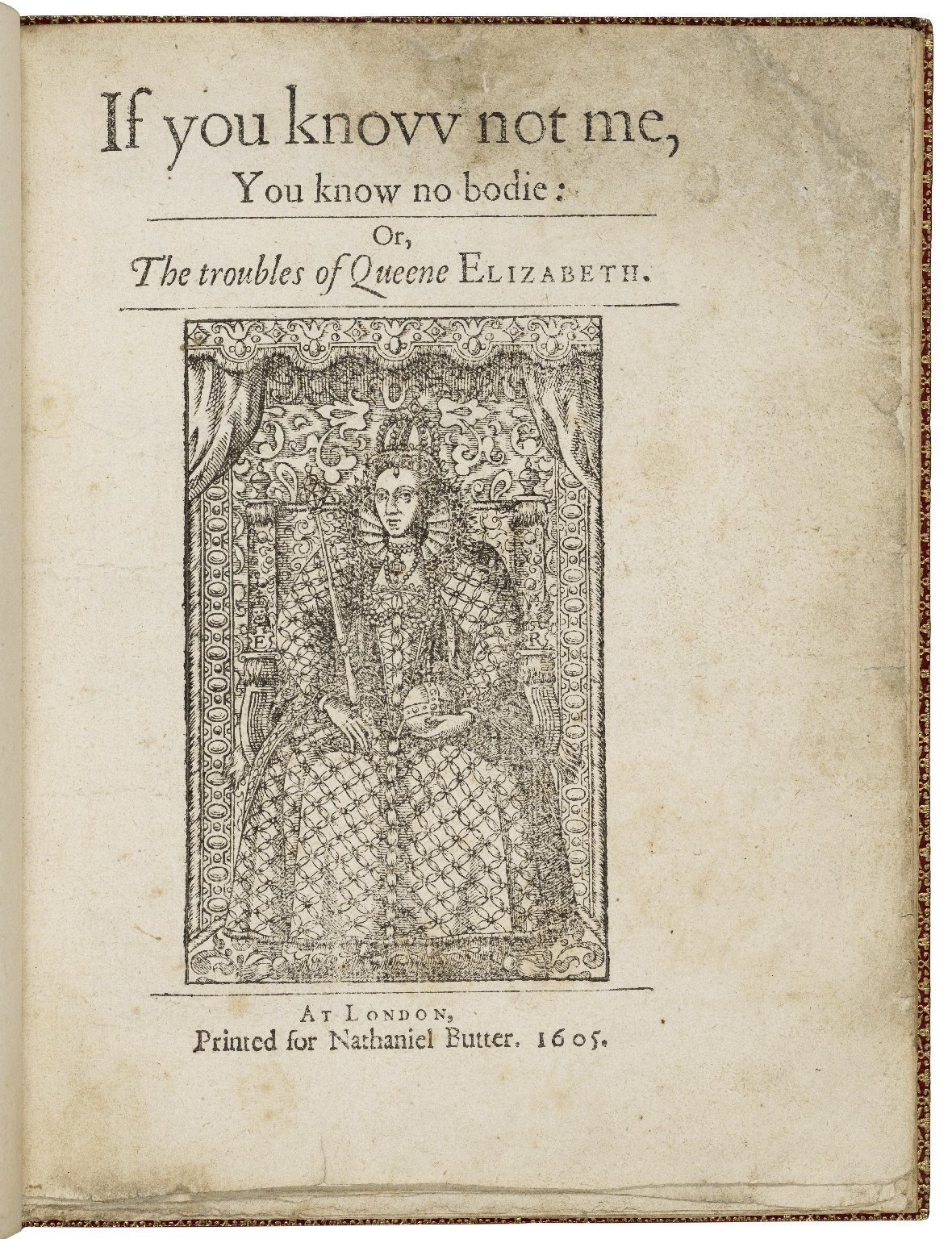
Strona tytułowa wydania sztuki If You Know Not Me, You Know Nobody z 1605

If You Know Not Me, You Know Nobody, Or, The Troubles of Queene Elizabeth – dwuczęściowa tragedia siedemnastowiecznego angielskiego dramaturga Thomasa Heywooda, opublikowana w latach 1605–1606. Utwór opowiada o życiu i panowaniu królowej Elżbiety I Wielkiej z dynastii Tudorów. Sztuka była najpopularniejszą kroniką dramatyczną Heywooda. Sztuka jest napisana zasadniczo wierszem białym.

Winchester’s dead. Oh God! even at his death
He show’d his malice to the sweet young Princess.
God pardon him! his soul must answer all.
She is still preserved, and still her foes do fall.
The Queen is much besotted on these prelates
For there’s another raise’d, more base than he —
Pole, that archfiend, for truth and honesty.